# Башкирські повстання
Башкирські повстання кінця XVII — першої половини XIX століть — повстання башкирського народу проти Російської держави. Мали національно-визвольний характер.

## Повстання кінця XVII століття
Повстання 1662-1664-х рр. спалахнуло через заборону царської влади нападати башкирським феодалам на калмиків. Повстання очолили крупні феодали. Частина феодалів відмовилась від російського підданства. Повстанський рух охопив усю Башкирію.
Влітку 1662 року повстанці захопили Кунгур, розгромили ряд російських сел в Уфимському й Кунгурському повітах. До літа 1664 р. повстання було придушено.
У 1681—1682 рр. спалахнуло наступне повстання через чутки про насильницьку християнізацію мусульман. Повстання очолили феодали Іш-Мухаммед та Сеід Саафер, які оголосили «Священну війну» й звернулися за допомогою до калмиків. Повстання почалось восени 1661 р. У 1662 воно перейшло на Сибірську дорогу й її Зауральську частину. В Башкирію прибули калмицькі загони, які під виглядом допомоги намагалися підкорити собі башкирське населення. 1683 р. повстанці припинили боротьбу. Причиною цього було незадоволення населення допомогою калмиків й заявою російської влади, що вони не давали наказу на насильницьке хрещення башкирів.

## Повстання 1704—1711 років
Причиною башкирського повстання 1704 р. було введення податків й вимога відправлення башкирами коней для російської армії. Башкирські феодали відмовились від російського підданства й вирішили зробити спробу створити башкирське ханство.
У 1704—1706 роках російська влада обіцяла башкирам розглянути їхні вимоги. Повстанці припинили боротьбу й відправили до Москви своїх посланців. Замість розглядання скарг, Петро I наказав заарештувати усіх 8 башкирських послів. Одного з них повісили, інших було ув'язнено. Це спровокувало нове повстання башкирів у 1707—1708 роках.
У 1707 році, коли башкири підняли чергове повстання, цар відправив у Ногайську дорогу каральний загін під командуванням князя Уракова, якій почав руйнувати південні волості цього шляху.
В Бузрянській волості почалися сутички між башкирами й карателями. Для подавлення повстанців, у 20-х числах листопада виступив полк полковника Хохлова, який складався з 1300 солдатів, драгунів, уфімських дворян й козаків. 4 грудня сили повстанців на чолі з Алдаром й Кусюмом в урочищі Юрактау, за 90 верств від Уфи оточили й розбили карателів. Лише близько 400 чоловік з пораненим полковником змогли пробитися до Соловарного містечка. До рук переможців потрапив цілий обоз, військові припаси, серед яких 5 гармат.
Після поразки загону Хохлова були атаковані всі опорні пункти царизму. Повстанці захопили Заінськ, тривали бої за Бірськ, Новошемінськ, Білянськ, Мензелінськ, Сергієвськ. На початку січня 1708 року повстанці підійшли до Ками.
На Казанському шляху загін Кусюма захопив й зруйнував Ілбахтин монастир поблизу Єлабуги, потім першими перейшли р. Каму й взяли в облогу Єлабугу, захопили село Чисте поле, Соколівку й інші села. Потім Каму перейшов Ісмагіл-мулла з загоном близько 3000 чоловік. Під керівництвом Москова Уразаєва та Якупа Кульмєтова обложили Сарапул, Каракуліно й зайняли навколишні села.
У боях на заході від Ками, крім казанських башкирів брали участь об'єднання повсталих Ногайської й Осінської доріг. Станом на 1708 р. чисельність повсталих башкир складала близько 40 000 чоловік. З появою повстанців у Казанському повіті, за зброю взялося місцеве населення пригнічене росіянами. Повстання башкир переросло у рух усього пригніченого населення Південного Уралу та Середнього Поволжя.
Першими відчули негативні наслідки колонізації Казанські дороги, які й стали найактивнішими учасниками повстань XVII—XVIII століть
Під час повстань XVII — початку XVIII століть більшість повстанців гинуло під час сутичок, оскільки царська влада страчувала лише їхніх ватажків.
На початку лютого 1708 року повстанці пішли в наступ у двох напрямках: на захід (Казань) та на Волгу.
7 лютого вони знаходились за 42-64 кілометри від Казані й руйнували села на поблизу міста.
Повстанці так саму успішно діяли на південно-західному напрямі, північніше гирла Ками. Вони зайняли села Шуран, Чірпи та інші, які знаходились у 32-42 кілометрах від Волги.
Російська влада, в умовах Північної війни виявилась неспроможною вчасно зібрати військові сили для придушення повстанців. 31 грудня 1707 року командир карателів П. Хованський був змушений почати переговори з башкирами. Він звернувся до них з грамотою, у котрій обіцяв пробачення від царської милості й розгляд їхніх скарг. Листа до повстанців відправив й митрополит Тихон.
На допомогу силам, які знаходилися в Казані й Уфі влада виділила 5 регулярних полків й звернулася до людей з вимогою створювати загони для боротьби з повстанцями. Наприкінці лютого Хованський зібрав 9 тисяч солдатів, драгунів, козаків й почав наступ, після чого повстанці почали повільно відступати. 17 березня Хованський підійшов до Єлабуги й почав переговори з повстанцями.
В кінці березня 1708 року сторони змогли домовитися. Хованський обіцяв не карати башкир за участь у повстанні, скасувати введення нових податків, поступову християнізацію мусульман, а також наказати казанську владу за свавілля та насильство. На цьому повстання башкирів завершилось, оскільки царська влада задовольнила їхні головні вимоги.
У 1709—1710 роках почалось нове повстання, оскільки царська влада не виконала деякі свої обіцянки. Башкири були незадоволені діями казанського віце-губернатора М. Кудряцева та його помічників, які вважали, що П. Хованський пішов на надто великі поступки і намагалися зірвати повну реалізацію угоди. Мешканці Казанського й Осинського шляхів у цьому повстанні участі не брали, оскільки царська влада розмістила у фортецях додаткові військові сили. В Казані знаходились регулярні полки, які були готові до походу в Башкортостан. Новий казанський губернатор П. Апраксін почав переговори з башкирами, обіцяючи, що цар розгляне їхні скарги і погрожував відправити каральні загони у випадку повстання. Башкири Казанської й Осинської доріг вирішили відстоювати свої інтереси мирним шляхом. У листі до губернатора Апраксіна від лютого 1709 року ватажок башкирів Кусюм Тюлекеєв скаржився, що казанського віце-губернатора попри обіцянки не зняли з посади, а також нагадав про звільнення полонених повстанців та арешти башкирів, які їздили у міста Середнього Поволжя для торгівлі.

### Участь козаків у придушенні повстання
У придушенні башкирських повстань у 1708—1709 рр. брав участь Лубенський полк Війська Запорозького, який було відправлено у Поволжя для участі в боротьбі з повстанцями.
За словами Пилипа Орлика, у 1706 р. генеральна старшина висловлювала незадоволення, що:
|  | «Козаки своими оброками служат далекими и долгими походами, с последней худобы розоряються, кровь свою проливают, и на разных местах, то в Инхлянтах, то в Польше, то в Литве, то в Казанском государстве, то в Донских городах погибают и умаляютца» |

.
10 серпня 1706 р. в листі Головкіну Мазепа писав, що наказному лубенському полковникові:
|  | «Жестко приказано, дабы он того крепко смотрел, чтоб нигде в походе ни малого не чинили разорения». Пізніше, Мазепа згадував, що козаки «ще з весни, як у Казань їм в похід готуватись, тікаючи від походу, повтікали хто в річки, хто в поля, хто за сіллю, хто в Сечу» |

.
У жовтні 1707 р. І. Мазепа, в листі до графа Г.Головкіна нарікав на брак сил у випадку зіткнення з польськими військами через правобережні українські землі. Мазепа відзначав, що козацьке військо «розкидано у різні сторони», у тому числі частина перебувала у Казані.
У 1710 р. запорожці, згадуючи далекі походи козаків за царським наказом, дорікали І. Скоропадському, що уряд їх «по Казанях занапастив».

## Повстання 1735—1740 років
У 1735—1736 роках відбулося наступне повстання башкирів, яке стало відповіддю на організацію царської владою Оренбурзької військово-політичної експедиції. Повстання 1734-1740-х років стало найбільшим виступом башкирів за усю історію боротьби народу після приєднання Башкирії до Росії. Одним з ватажків повстання став Анкай Кусюмов, третій представник роду Тюлекей-батира. Проведення експедиції було офіційним порушенням умов приєднання Башкортостана до Росії й встановленням в краю колоніальних порядків. На загальнонародних з'їздах башкири вирішили, що необхідно завадити заснуванню нового міста на р. Орь, на кордоні башкир з казахами та іншим заходам з боку влади. У травні, на всіх шляхах почалось формування повстанських сил. Підготовкою повстання на казанському шляху керував Акай-батир.
Наприкінці травня — на початку червня 1735 року представники усіх чотирьох доріг на чоля з А. Кусюмовим та К. Нурушевим зібралися під Уфою й відправили до Уфи двох послів з листом до Кирилова, бажаючи отримати офіційні пояснення з боку влади про мету цих заходів. Начальник канцелярії І. Кирилов замість зустрічі з послами наказав кинути їх за ґрати. Башкири послали до Кирилова ще двох послів, які хотіли отримати дозвіл на зустріч з імператрицею Анною Іванівною. Одного з послів було вбито, іншого напівживого кинули за ґрати. Цими діями влада фактично спровокувала повстання незадоволеного населення. На території Казанської й Ногайської дороги башкири руйнували села прихильників влади серед місцевого населення, яких було небагато. На казанському шляху було створено три крупних формувань, на чолі котрих стали А. Кусюмов, Г. Тохтаров та Тевеней. В них було близько 10 тисяч повстанців.
В середині червня 1735 року команда експедиції з 3150 солдатів, драгунів, козаків з 34 гарматами рушила із Уфи до р. Орь для будівництва Оренбурга. В кінці місяця біля урочища Бугульчан Кирилов чекав підходу вологодського драгунського полку, який мав приєднатися до нього. Повстанці планували крупними силами напасти на команду Кирилова й завадити йому дійти до р. Орь. Проте, повстанці ногайської й казанської доріг не встигли об'єднатись й напад на Кирилова зірвався. Наприкінці червня п'ять рот вологодських драгунів, декілька десятків уфимських дворян й козаків з Уфи вирушили для об'єднання з командою Кирилова. 1 липня, коли вони знаходились біля гори Зірган, на них напали 3 тисячі башкирів, на чолі з Кілмяком й зупинили їхнє просування, завдавши значних втрат у живій силі. 6 червня про це дізнався Кирилов й послав їм на допомогу значні сили. Кільмяк був змушений відступити. Волгоградські роти пішли на з'єднання з основними силами експедиції. Згодом, вони були атаковані силами А. Кусюмова, проте йому не вдалося розбити ворогів. На початку серпня 1735 року Кирилов досягнув гирла р. Орь й 15 числа заснував дерев'янну фортецю.
У другій половині вересня сили повстанців на чолі з Кільмяком та Кусюмовим об'єднались біля Уфи. Вони планували напасти на Уфу, проте дізнавшись, що туди йде Кирилов рушили йому на зустріч. На початку жовтня в басейні р. Ашкадар вони напали на Кирилова. Бої йшли протягом тижня. Проте, артилерія Кирилова зуміла відбити напад повстанців.
13 серпня царський уряд створив Башкирську комісію на чолі з генерал-лейтенантом А. Рум'янцевим для придушення повстання. Йому були підпорядковані усі сили Приуралля й Середнього Поволжя.
19 вересня Рум'янцев приїхав в Мензелинськ й звернувся до повстанців з вимогою припинити боротьбу й почати переговори. Башкири пропозицію прийняли. Вони склали грамоту на ім'я імператриці Анни Іванівни, у якій скаржилися на організацію Оренбурзької експедиції й на жорстокість Кирилова. Грамота була підписана 38 представниками з 27 повітів Ногайської, Казанської, Сибірської й Осинської доріг.
Восени у європейській частині краю настав мир. Проте, повстали башкири Сибірської дороги, які були незадоволені заснуванням на верхівцях р. Урал Верхньояіцької фортеці й відправленням обозів з продовольством у Верхояіцьк та Оренбург. У грудні вони не пустили в ці міста крупний продовольчий обоз, залишивши їх без продуктів харчування, потім знищили Верхояіцьк.
Влада наказала генералу Рум'янцеву «вогнем і мечем» придушити повстання. До Башкортостану були відправлені додатково регулярні полки, мобілізовані дворяни й селяни Середнього Поволжя й Приуралля. Селянам-переселенцям були обіцяні землі башкир, на яких вони тимчасово мешкали.
Війська Рум'янцева складались з 22 тисяч регулярних солдатів й козаків, не рахуючи мобілізованих дворян й селян. Придушення повстання на Ногайській дорозі болу доручене Кирилову, Сибірській — В. Татищеву. Повстанців на Казанському й Осинському шляху мав розбити він сам.
Масштабна каральна операція тривала з лютого до кінця березня 1736 р. Під час бойових дій було вбито більше 3000 повстанців, близько 500 чоловік потрапили в полон. Карателі спалили 503 сіл, знищили, або угнали більше 5000 коней, корів й овець. Рум'янцев запросив на переговори ватажків повстанців, обіцяючи розглянути їхні вимоги. Проте, Тевкелева, Кусюмова й Нурушева було підступно заарештовано. Уряд прийняв таємне рішення стратити всіх організаторів повстання. Рум'янцеву, Кирилову й Татищеву дали право вирішувати долю активних учасників повстання на власний розсуд. Більшість ватажків повстанців було страчено. 3 лютого 1739 року генерал Л. Соймонов відправив Кільмянка, Анкая та Юсупа до Москви, потім — до Санкт-Петербургу. Подальша їхня доля невідома.
Не дивлячись на арешти ватажків, повстання продовжувалось. На Казанському шляху повстання очолили Абдулла Акаєв та Султанмурат Дюскеев. Абдулла тісно координував свої дії з Кільмяком, ватажком повстання на Ногайському шляху. 29 червня 1736 р. восьмитисячний загін повстанців на чолі з Кільмяком напав на двохтисячну команду Рум'янцева в районі р. Ік, що стало найбільшою битвою повстання. Під час битви було вбито 108 карателів, більше 60 солдатів й драгунів було поранено, але розгромити ворога повстанцям не вдалося. Румянцев розгубився й сховався в Мензелинську й благав владу послати в Башкортостан додатково 3 регулярних полки. Протягом липня-вересня 1736 року на Казанському шляху повстанці на чолі з Абдуллою й Султанмуратом вступали в сутички з каральними загонами, нападали на фортеці.
У вересні командир Башкирської комісії М. Хрущов запропонував башкирам почати переговори з владою. У грудня повстанці заявили, що продовжуватимуть спротив до тих пір, поки про тяжкий стан їхніх справ не дізнається імператриця. Проте, влада не йшла на зустріч повстанцям. В умовах війни з Османською імперією, яка почалася 1735 року, влада висунула вимогу негайно припинити повстання, інакше вирішить питання військовим шляхом.
У грудні 1736 року М. Хрущов та І. Кирилов вирішили організувати весною 1737 року каральну операцію у межах Ногайського й Сибірського шляхів. Загалом, планувалося мобілізувати більше 18 тисяч.
Станом на кінець липня 1737 р. повстанці втратили в ході бойових дій, засланими й страченими більше 15 тисяч. Восени 1736 р. активні військові дії припинилися. У січні 1737 р. А. Акаєв був змушений приїхати в Уфу до воєводи Шемякіна й принести каяття, де відразу був заарештований.
Взимку 1738 р. на Сибірській, Осинській й Ногайській дорогах повстання відновилося. У квітні й травні башкири атакували Чебаркульську, Челябинську й Красноуфимську фортеці. У червні повстанці вели воєнні дії проти урядових загонів Арсеньєва й Лютника. Восени, карателі зруйнували більше 30 сіл й вбили більше 900 чоловік.
Найкрупнішою операцією повстанців став напад на військовий табір генерала Соймонова, після чого було почато переговори.
У 1739 року воєнні дії відновилися. Причиною цього стало рішення влади про перепис населення Башкирії, який було зірвано. Потім, башкири вирішили взагалі відмовитися від російського підданства й звернулися по допомогу до джунгарів. У грудні перепис населення відновився. У січня 1740 р. повстання очолив Карасакал. Повстання охопило усю територію Сибірської дороги. Проте, всередині березня повстанці були змушені відступити в гори. Карасакл перебрався на територію Ногайської дороги. У травні-червні 1740 р. загін Карасакла зазнав ряду поразок. 3 червня повстанці зазнали поразки біля р. Тобол.

## Повстання 1755—1756 років
Наступне повстання почалося 1755 року. Воно було викликано посиленням феодального гніту, земельними утисками і насильницькою християнізацією. Мул Абдулла Алеев, на прізвище Батирша закликав башкир, татар, казахів й узбеків до «священної війни». Однак фактично Батирша повстанням не керував. Повстання почалося 15 травня у бурзянській волості Ногайської дороги розоренням Сапсальського поштового стану та припиненням обслуговування Ісетського тракту. Під натиском урядових військ найактивніші повстанці відступили в казахські степи. У серпні повстанський рух відновився і охопив ряд сусідніх волостей. Були розгромлені заводи і поштові станції, а також вбито кілька місцевих старшин. До кінця серпня рух припинився. 27-28 серпня стався третій спалах повстання в районі Осинської дороги. Повстанці вбили старшину і готувалися до більш активних дій. Проти них виступили місцеві феодали, після чого рух припинився. Після повстання гніт царизму в Башкирії був дещо ослаблений.